# Liste der Baudenkmale in Geestland
In der Liste der Baudenkmale in Geestland sind alle Baudenkmale der niedersächsischen Gemeinde Geestland im Landkreis Cuxhaven aufgelistet. Der Stand der Liste ist der 26. März 2023. Die Quelle der Baudenkmale und der Beschreibungen ist der Denkmalatlas Niedersachsen.

## Allgemein
In den Spalten befinden sich folgende Informationen:
- Lage: die Adresse des Baudenkmales und die geographischen Koordinaten. Kartenansicht, um Koordinaten zu setzen. In der Kartenansicht sind Baudenkmale ohne Koordinaten mit einem roten Marker dargestellt und können in der Karte gesetzt werden. Baudenkmale ohne Bild sind mit einem blauen Marker gekennzeichnet, Baudenkmale mit Bild mit einem grünen Marker.
- Bezeichnung: Bezeichnung des Baudenkmales
- Beschreibung: die Beschreibung des Baudenkmales. Unter § 3 Abs. 2 NDSchG werden Einzeldenkmale und unter § 3 Abs. 3 NDSchG Gruppen baulicher Anlagen und deren Bestandteile ausgewiesen.
- ID: die Objekt-ID des Baudenkmales
- Bild: ein Bild des Baudenkmales, ggf. zusätzlich mit einem Link zu weiteren Fotos des Baudenkmals im Medienarchiv Wikimedia Commons. Wenn man auf das Kamerasymbol klickt, können Fotos zu Baudenkmalen aus dieser Liste hochgeladen werden:

## Ankelohe
| Lage                                   | Bezeichnung               | Beschreibung                                                                                           | ID       | Bild |
| -------------------------------------- | ------------------------- | --- | -------- | ---- |
| Am Brink 2 53° 37′ 42″ N, 8° 53′ 48″ O | Querdurchfahrtscheune     | 1-gesch. Fachwerkbau von 1730 mit Querdurchfahrt, originale Flechtwerk tw. erhalten                    | 31263652 | BW   |
| Am Brink 7 53° 37′ 39″ N, 8° 53′ 45″ O | Wohn-/ Wirtschaftsgebäude | 1-gesch. Zweiständer-Hallenhaus von um 1860, Wohnteil im frühen 20. Jh. massiv erneuert und erweitert, | 31263717 | BW   |
| Am Brink 7 53° 37′ 38″ N, 8° 53′ 48″ O | Längsdurchfahrtscheune    | 1-gesch. Fachwerkhaus 1899 mit außermittige Längsdurchfahrt                                            | 31263739 | BW   |

## Bad Bederkesa
| Lage                                               | Bezeichnung                     | Beschreibung | ID       | Bild           |
| -------------------------------------------------- | ------------------------------- | --- | -------- | -------------- |
| Amtsstraße 8 53° 37′ 37″ N, 8° 50′ 39″ O           | Amtsschreiberhaus               | 2-gesch. Massivbau von 1740 und Holzveranda von etwa 1900, Ende des 19. Jh. Sitz der Forstverwaltung. | 31263911 |                |
| Amtsstraße 8 53° 37′ 36″ N, 8° 50′ 40″ O           | Amtsscheune                     | 1-gesch. Fachwerkbau aus der ersten Hälfte 19. Jh. | 31263936 |                |
| Amtsstraße 17 53° 37′ 35″ N, 8° 50′ 33″ O          | Burg Bederkesa                  | 2-gesch. dreiflügelige Anlage in Backstein vom 15. bis zum 20. Jh, ältester Teil ist der Südflügel mit Gewölbekeller von 1460, nach Verkürzung des Südflügels um 1740 erfolgt 1-gesch. Anbau in Backstein und teils Fachwerk, Nordflügel von 1535/36 erbaut, Flügel um 1579 durch Mitteltrakt verbunden, 1612 ursprünglicher Bau des Treppenturmes in der Nordwestecke des Hofes, Roland-Statue von 1602, heute archäologisches und kulturhistorisches Museum                                                                                               | 31263979 | Weitere Bilder |
| Amtsstraße 17 53° 37′ 36″ N, 8° 50′ 33″ O          | Bederkesaer Roland              | Roland-Statue von 1602 aus Sandstein im Burghof, Höhe 190 cm, als Symbol für die stadtbremische Gerichtsbarkeit, 1982 saniert und in seine ursprünglichen blaue Farbigkeit gefasst | 31263627 |                |
| Amtsstraße 15 53° 37′ 36″ N, 8° 50′ 35″ O          | Brücke                          | Flache Bogenbrücke in Backsteinbauweise mit vier quadratischen Pfeilern, die von Kugeln bekrönt sind. Brücke über den östlichen Abschnitt der Graft mit Auffahrt in ost-westlicher Richtung ist der einzige Zugang zum Burggelände. Brückenfahrbahn mit historischen Steinen gepflastert, die bei Sanierung und Ausgrabung der Burg 1980 in der Südwestecke des Burghofes entdeckt, geborgen und transloziert wurden. Diese konnten zweifelsfrei auf die Zeit des Burgenbaus 1460 datiert werden.                                                           | 31264025 |                |
| Amtsstraße 15 53° 37′ 34″ N, 8° 50′ 30″ O          | Graft                           | Graft, die dem fast quadratischen Grundriss der Burganlage folgt und diese vollständig umgibt. Im östlichen Abschnitt von einer Brücke überspannt. | 31264005 |                |
| Bahnhofstraße 18 53° 37′ 49″ N, 8° 49′ 40″ O       | Bahnhof                         | 2-gesch. neunachsiger Backsteinbau Giebelrisalit von 1895/96 | 31264315 |                |
| Beerster Mühlenweg 11 53° 37′ 17″ N, 8° 50′ 20″ O  | Galerieholländer                | Erdgalerieholländer mit achteckigem Mühlenturm auf quadratischen, eingeschossigen Unterbau in Backstein mit östlicher Holtgalerie und westlichem Erdhügel. Technik funktionsfähig, Windrose original, Jalousieflügel 2020 erneuert | 31264111 | Weitere Bilder |
| Bergstraße 2 53° 37′ 29″ N, 8° 50′ 28″ O           | Kirche                          | Saalkirche aus Backstein mit Chor und 5/8-Schluss, quadratischer Westturm mit Dreiecksgiebeln darüber oktogonaler spitzer Helm, seitlich flankieren zwei runde Treppentürme, am Chor die Sakristei, Innen: Kreuzrippengewölbe, Wände durch Dienste gegliedert, hölzerne Orgelempore von 1861, historistische Wand- und Deckenbemalung, Sternenhimmel im Chor, Akanthusranken um die Schlusssteine und Vorhangbemalung im Langhaus um 2000 rekonstruiert, Ausstattung 2006 neu gestaltet, Sandsteintaufe um 1644, hölzerne Kanzel 19. Jh, Orgelprospekt 1861 | 31263827 | Weitere Bilder |
| Bergstraße 2 53° 37′ 28″ N, 8° 50′ 27″ O           | Kirchhof                        | Der Kirchhof mit einem Ehrenmal für die Gefallenen des Ersten Weltkriegs und einigen wenigen Grabdenkmalen des 19. Jahrhunderts liegt leicht erhöht. Das Areal wird nach Nordosten, Osten und Süden durch eine niedrige Feldsteinmauer abgegrenzt. | 31263851 |                |
| Bergstraße 2 53° 37′ 28″ N, 8° 50′ 28″ O           | Feldsteinmauer                  | Feldsteinmauer, die das Areal des Kirchhofes an der Süd, Ost- und Nordseite einfasst. | 31263872 |                |
| Bergstraße 4 53° 37′ 29″ N, 8° 50′ 26″ O           | Schulgebäude und Organistenhaus | Backsteinbau von 1851 als Schule und Wohnung für den Organisten genutzt, heute der ev. Kirchenkreisjugenddienst | 31264046 |                |
| Gröpelinger Straße 45 53° 37′ 17″ N, 8° 50′ 48″ O  | Villa Homburg                   | 1-gesch. Backsteinbau von 1879 mit Wand und Torbogen zum Wirtschaftsgebäude | 31264067 | BW             |
| Gröpelinger Straße 45 53° 37′ 17″ N, 8° 50′ 48″ O  | Wirtschaftsgebäude              | Backsteinbau von 1875-1879, am Ostgiebel u erweitert | 31263783 | BW             |
| Holzurburger Straße 19 53° 38′ 15″ N, 8° 50′ 28″ O | Försterei Holzurburg            | zurückgesetzter 1-gesch. Fachwerkbau von etwa 1832, seit um 2022 Wohnhaus | 31264091 | Weitere Bilder |
| Seebeckstraße 18 53° 37′ 30″ N, 8° 50′ 42″ O       | Wohnhaus                        | 1-gesch. Backsteinbau von 1896 | 31264133 |                |
| Seebeckstraße 18 53° 37′ 31″ N, 8° 50′ 42″ O       | Einfriedung                     | Einfriedung straßenbegleitend auf Nordseite aus verzierten schmiedeeisernen Zaun mit z.T. gemauerten Pfeilern. Torpfeiler mit Kugeln bekrönt und Torflügel mittig mit Bierfass dekoriert, welches auf den Bauherrn, einen Brauereibesitzer, hinweist. | 31263761 |                |
| Seminarstraße 8 53° 37′ 36″ N, 8° 50′ 6″ O         | Turnhalle                       | 1-gesch. Backsteinbau von 1909/1910, Haupteingang am Südgiebel als Mittelrisalit, durch hochformatige Rundbogenfenster und Lisenen gegliedert, heute als Bibliothek genutzt | 31264222 |                |
| Seminarstraße 8 53° 37′ 35″ N, 8° 50′ 1″ O         | Königliches Lehrerseminar       | 3-gesch. Backsteinbau als dreiflügelige Anlage mit 2-gesch. Seitenflügeln und Mittelflügel sowie Anbau an der Nordwestseite des Mittelflügels. 1874-1876 nach Plänen von Conrad Wilhelm Hase, Hannover, gebaut. Heute: Niedersächsisches Internatsgymnasium Bad Bederkesa | 31264200 | Weitere Bilder |

## Debstedt
| Lage                                        | Bezeichnung              | Beschreibung | ID       | Bild           |
| ------------------------------------------- | ------------------------ | --- | -------- | -------------- |
| Am Markt 53° 37′ 17″ N, 8° 38′ 18″ O        | Marktplatz               | Historischer dreieckiger Marktplatz begrenzt durch die Straßen Am Markt, Langener Straße und Kirchenstraße. Als Zentrum des Haufendorfs Debstedt angelegt im Mittelalter, auch als Viehmarkt genutzt, heute von Bäumen gesäumte Grünfläche. | 31272847 |                |
| Kirchenstraße 5 53° 37′ 13″ N, 8° 38′ 28″ O | St. Dionysius            | Saalkirche von um 1200 aus lagerhaftem Feldsteinmauerwerk mit eingezogenem, rechteckigem Chor mit drei romanischen Rundbogenfenstern mit Laibungen aus Portasandstein und die Chorwand aus dieser Zeit erhalten. Bau ansonsten 1912 ausgebrannt, beim Wiederaufbau 1913 durch den hannoverschen Architekten Alfred Sasse nach Norden und Westen erweitert, 1965 ergänzt mit turmartigen Dachreiter, Inneres nach 1913 weitgehend neu mit Hauptschiff, durch Rundbögen abgetrenntes nördliches Seitenschiff und Empore, Chor mit mittelalterlichem Kreuzgratgewölbe | 31272822 | Weitere Bilder |
| Kirchenstraße 5 53° 37′ 13″ N, 8° 38′ 25″ O | St. Dionysius (Kirchhof) | Alter, die Kirche umgebender Kirchhof mit alten Grabsteinen des 18. und 19. Jh. | 31272847 | BW             |

## Drangstedt
| Lage                                       | Bezeichnung              | Beschreibung                                                                                              | ID       | Bild |
| ------------------------------------------ | ------------------------ | --- | -------- | ---- |
| An der Bahn 11 53° 36′ 59″ N, 8° 44′ 11″ O | Villa                    | 1-gesch. Massivbau mit Portikus von um 1900                                                               | 31266755 | BW   |
| Elmloher Straße 53° 36′ 3″ N, 8° 44′ 42″ O | Bunker-/ Fernmeldeanlage | Unterirdischer Bunker auf 1700 m² Fläche mit weitgehend erhaltener Ausstattung, z.T. auch technischer Art | 38469973 | BW   |

## Elmlohe
| Lage                                         | Bezeichnung                 | Beschreibung | ID       | Bild           |
| -------------------------------------------- | --------------------------- | --- | -------- | -------------- |
| Gallbergstraße 18 53° 35′ 9″ N, 8° 44′ 18″ O | Wohn-/ Wirtschaftsgebäude   | 1-gesch. Zweiständer-Hallenhaus in Fachwerk von 1817 | 31266939 | BW             |
| Im Wiebusch 4 53° 35′ 8″ N, 8° 44′ 38″ O     | Liebfrauenkirche            | Saalkirche aus Backstein, im Kern von 1346, im 17. und 18. Jh. stark verändert. Balkendecke; Ausmalung und dreiseitig umlaufende Empore des 17. Jh., Ausstattung (Altar, polygonale Kanzel) aus 17. Jh. | 31266961 | Weitere Bilder |
| Im Wiebusch 4 53° 35′ 8″ N, 8° 44′ 36″ O     | Liebfrauenkirche (Kirchhof) | Kirchhof mit alten Grabsteinen | 31266983 | BW             |
| Im Wiebusch 4 53° 35′ 7″ N, 8° 44′ 38″ O     | Gefallenendenkmal           | Halbkreisförmige Anlage aus Naturstein mit mittigem portalartig mit Säulen und Formsturz gestaltetem Steinquader. Die beiden seitlichen Teile mit Tafeln für die Gefallenen des Ersten Weltkrieges. Errichtet um 1920. Um 1950 im Mittelteil um eine Tafel mit den Namen der Gefallenen des Zweiten Weltkrieges ergänzt. | 31267004 | BW             |

## Fickmühlen
| Lage                                        | Bezeichnung              | Beschreibung | ID       | Bild           |
| ------------------------------------------- | ------------------------ | --- | -------- | -------------- |
| Gut Valenbrook 1 53° 38′ 26″ N, 8° 47′ 8″ O | Gut Valenbrook           | 2-gesch. Putzbau von 1905, mit Mittelrisalit, Nordtraufe gegliedert durch Mittelrisalit, südlicher Eingang mit Halbsäulen und Giebeldreieck, östlicher 2-gesch. Flügelbau, vorgelagerte Säulenveranda, in Süd-Nord-Ausrichtung 2-gesch. Vorgängerbau mit Eingang und Stufengiebel | 31264265 | Weitere Bilder |
| Gut Valenbrook 1 53° 38′ 27″ N, 8° 47′ 4″ O | Gut Valenbrook (Zufahrt) | Gepflasterte Straße von der Fickmühlener Straße aus nach Osten zum Wirtschaftshof des Gutes Valenbrook nördlich des Herrenhauses. Die Straße hat einen Sommerweg und ist von einigen Linden gesäumt.                                                                              | 52392435 | BW             |
| Gut Valenbrook 1 53° 38′ 27″ N, 8° 47′ 4″ O | Gut Valenbrook (Zufahrt) | Gepflasterter Weg von der Fickmühlener Straße aus nach Osten zum Herrenhaus. Die Zufahrt führt durch die Gartenanlage bis zur Südseite des Herrenhauses. | 31263604 | BW             |
| Gut Valenbrook 1 53° 38′ 25″ N, 8° 47′ 5″ O | Gut Valenbrook (Park)    | Landschaftsgarten mit altem Baumbestand erstreckt sich westlich und südlich des Herrenhauses über einen Hang nach Süden bis zum Fickmühlener Randkanal. südlicher Abschnitt durch Valenbrooker See geprägt, am Hang südöstlich Aussichtsplattform.                                | 31264291 | BW             |

## Flögeln
| Lage                                           | Bezeichnung        | Beschreibung | ID       | Bild           |
| ---------------------------------------------- | ------------------ | --- | -------- | -------------- |
| Flögelinger Straße 53° 39′ 52″ N, 8° 48′ 16″ O | St. Pauli          | Saalkirche aus Backstein über Feldsteinsockel mit rechteckigem, eingezogenem Chor, unter ziegelgedeckten Satteldächern. Im Kern 13. Jh., Chor um 1500 ergänzt, Schiff 1852/53 neu gebaut, quadratischer Westturm unter ziegelgedecktem Pyramidendach und Sakristei 1905 ergänzt. Im Inneren Illusion von Dreischiffigkeit durch eingestellte Stützen und unterschiedliche obere „Schiff-“Abschlüsse, breite Orgelempore; Altaraufsatz und Kanzel 1690, Taufstein 1698. | 31267047 | Weitere Bilder |
| Flögelinger Straße 53° 39′ 52″ N, 8° 48′ 16″ O | St. Pauli Kirchhof | Ehemaliger, baumbestandener Kirchhof auf hoher Wurt, umgeben von einer Feldsteinmauer. | 31267024 | BW             |

## Großenhain
| Lage                                               | Bezeichnung  | Beschreibung | ID       | Bild |
| -------------------------------------------------- | ------------ | --- | -------- | ---- |
| Großenhainer Straße 50 53° 33′ 54″ N, 8° 57′ 45″ O | Schule       | 1-gesch. Bau von 1856                                                                                              | 31273911 |      |
| Großenhainer Straße 50 53° 33′ 54″ N, 8° 57′ 44″ O | Nebengebäude | 1-gesch. Fachwerkbau als Nebengebäude zum Schulhaus aus der zweiter Hälfte 19. Jh., genutzt als Stall und Schuppen | 39547987 |      |

## Holßel
| Lage                                          | Bezeichnung                        | Beschreibung | ID                              | Bild |
| --------------------------------------------- | ---------------------------------- | --- | ------------------------------- | ---- |
| Alte Dorfstraße 53° 41′ 18″ N, 8° 37′ 6″ O    | St. Jacobus                        | Romanische Feldsteinkirche mit eingezogenem, längsrechteckigem Chor im Kern erbaut um 1200, der Überlieferung zufolge schon 1111           | 31272888                        |      |
| Alte Dorfstraße 53° 41′ 18″ N, 8° 37′ 5″ O    | St. Jacobus (Kirchhof/Einfriedung) | Friedhof mit Einfriedung durch eine Feldstein- und Findlingsmauer und alten Grabsteinen                                                    | 31272935/1/-/ 31272888 31272935 | BW   |
| Alte Dorfstraße 13 53° 41′ 13″ N, 8° 37′ 4″ O | Wohn-/ Wirtschaftsgebäude          | östl. Backsteinbau als Hallenhaus mit Satteldach von 1849                                                                                  | 31272954                        | BW   |
| Alte Dorfstraße 13 53° 41′ 13″ N, 8° 37′ 3″ O | Wohn-/ Wirtschaftsgebäude          | westl, Hallenhaus mit Satteldach, ursprünglich in Fachwerk von um 1850, Außenwände größtenteils nach 1945 durch Backsteinmauerwerk ersetzt | 31272977                        | BW   |
| An der Schule 5 53° 41′ 18″ N, 8° 37′ 3″ O    | Schule                             | Massivbau mit traufständigen Kopfbau, 1908 als Dorfschule mit Lehrerwohnung gebaut                                                         | 31273889                        | BW   |
| Holßeler Feld 7 53° 40′ 51″ N, 8° 37′ 3″ O    | Wohn-/ Wirtschaftsgebäude          | 1-gesch. Backsteinbau von 1866 | 31273002                        | BW   |

## Hymendorf
| Lage                                               | Bezeichnung               | Beschreibung                                                                          | ID       | Bild |
| -------------------------------------------------- | ------------------------- | ------------------------------------------------------------------------------------- | -------- | ---- |
| Hymendorfer Straße 77 53° 38′ 23″ N, 8° 41′ 57″ O  | Wohn-/ Wirtschaftsgebäude | 1-gesch. Zweiständer-Hallenhaus von um 1880 in Fachwerk mit Satteldach in Reetdeckung | 31273024 | BW   |
| Hymendorfer Straße 101 53° 38′ 18″ N, 8° 42′ 45″ O | Wohn-/ Wirtschaftsgebäude | 1-gesch. Zweiständer-Hallenhaus in Fachwerk von um 1870                               | 31273112 | BW   |

## Imsum
| Lage                                       | Bezeichnung | Beschreibung | ID       | Bild |
| ------------------------------------------ | ----------- | --- | -------- | ---- |
| Beim Ochsenturm 53° 36′ 54″ N, 8° 31′ 3″ O | Ochsenturm  | Feldsteinbau auf rechteckigem Grundriss, Turmschaft quadratisch, Ausbesserung mit Backsteinen. Fragment der im frühen 13. h. errichteten und nach Brand im Jahr 1875 bis 1895 im Schiff vollständig abgebrochenen Imsumer Kirche St. Bartholomäus und St. Nikolaus. Um 1500 Turm mit Backsteinen im Klosterformat erhöht. Wegen der Lage am Weserdeich auch als Seezeichen genutzt. | 31273132 |      |
| Beim Ochsenturm 53° 36′ 53″ N, 8° 31′ 4″ O | Kirchhof    | Friedhof auf Kirchwurt mit diversen alte Grabsteinen des 17. – 19. Jh. Anlage mit Feldsteinen und Findlingen eingefriedet und von altem Baumbestand gesäumt. | 31273132 | BW   |

## Köhlen
| Lage                                                | Bezeichnung               | Beschreibung                                                                  | ID       | Bild |
| --------------------------------------------------- | ------------------------- | ----------------------------------------------------------------------------- | -------- | ---- |
| Dorfstraße Ost 53° 32′ 32″ N, 8° 52′ 9″ O           | Gefallenendenkmal         |                                                                               | 31271884 | BW   |
| Dorfstraße West 27 53° 32′ 32″ N, 8° 53′ 16″ O      | Wohn-/ Wirtschaftsgebäude | 1-gesch. Backsteinbau von 1914                                                | 31271902 | BW   |
| Dorfstraße West 40 53° 32′ 38″ N, 8° 52′ 0″ O       | Schmiede                  | 1-gesch. Backsteinbau von um 1920, Inventar und bauzeitliche Fenster erhalten | 31271925 | BW   |
| Geestensether Straße 39 53° 31′ 46″ N, 8° 52′ 45″ O | Wohn-/ Wirtschaftsgebäude | 1-gesch. Zweiständer-Hallenhaus in Fachwerk mit Lehmausfachung von 1684       | 31271946 | BW   |

## Langen
| Lage                                            | Bezeichnung      | Beschreibung | ID       | Bild |
| ----------------------------------------------- | ---------------- | --- | -------- | ---- |
| Debstedter Straße 53° 36′ 38″ N, 8° 36′ 28″ O   | Gruft            | In einem Grabhügel, der seit dem 5. Jh. als solcher genutzt wurde, errichtete Gruftanlage mit kunstvoll geschmiedetem Umfassungsgitter und monumentalen Eingangsportal mit ägyptischem Anklang, in welchem die hölzerne zweiflügelige Eingangstür von zwei Säulen aus rotem Granit gerahmt wird. Im Inneren Gestaltung mit farbigen Kacheln und Wand- und Gewölbemalereien. Erbaut 1908 (i) durch Kaufmann und Kapitän Heinrich Hinsch als Erbbegräbnis für seine Familie. Den Hügel hinauf führt ein Weg, an dem sich weitere Grabmale und Gedenksteine finden, sowie steile Treppe aus Naturstein. | 31273200 |      |
| Debstedter Straße 53° 36′ 39″ N, 8° 36′ 29″ O   | Vermessungsstein | Im nördlichen Bereich des vorchristlichen Grabhügels auf dem Friedhof an der Debstedter Straße stehender Vermessungsstein der Königlich Hannoverschen Landvermesser von 1863. | 31273223 | BW   |
| Leher Landstraße 14 53° 36′ 22″ N, 8° 35′ 44″ O | Villa            | Villa Mayer als 2-gesch. Massivbau von 1902 mit 1-gesch. Anbau, von Park umgeben, von denen der Vorgarten mit Einfriedung und Brunnenresten erhalten blieb. | 31273244 | BW   |
| Leher Landstraße 14 53° 36′ 22″ N, 8° 35′ 42″ O | Garten           | Straßenseitiger Vorgarten mit altem Baumbestand, den Resten eines Brunnens und der schmiedeeisernen Einfriedung zur Straße. | 31272737 | BW   |
| Leher Landstraße 55 53° 36′ 6″ N, 8° 35′ 40″ O  | Villa Hinsch     | 2-schoss. Massivbau mit Mansarddach von 1905 | 31273343 | BW   |
| Leher Landstraße 55 53° 36′ 5″ N, 8° 35′ 41″ O  | Garten           | Villa umgebender Garten mit alter Grundstruktur und altem Baumbestand | 31273343 | BW   |
| Leher Landstraße 55 53° 36′ 5″ N, 8° 35′ 42″ O  | Einfriedung      | Schmiedeeiserne Einfriedung rund um das Grundstück, mit steinernen Pfosten und Tor an Leher Landstraße. | 31273389 | BW   |

## Lintig
| Lage                                          | Bezeichnung               | Beschreibung | ID       | Bild           |
| --------------------------------------------- | ------------------------- | --- | -------- | -------------- |
| Lintiger Straße 53° 36′ 12″ N, 8° 53′ 14″ O   | Windmühle                 | Achteckiger Backsteinunterbau mit hölzerner Galerie, darüber reetgedeckter Mühlenkörper und Kappe mit Flügeln. Errichtet 1872 als Galerieholländer, 1982 ausgebrannt; wieder errichtet 1984 unter Wiederverwendung eines Mühlenkörpers aus Bramstedt. | 31273931 | Weitere Bilder |
| Lintiger Straße 39 53° 36′ 19″ N, 8° 53′ 9″ O | Wohn-/ Wirtschaftsgebäude | Zweiständer-Hallenhaus von 1806 in Fachwerk, Wände teilweise massiv in Backstein ersetzt, ehemals Haus Nr. 45 | 31273953 |                |
| Zur Schleuse 53° 36′ 15″ N, 8° 51′ 44″ O      | Schleuse Lintig           | Kammerschleuse von 1860. Anlage 1960/1961 erweitert, vertieft und mit Hubtoren anstelle der ursprünglichen Holzstemmtore versehen. Schleusenkammern aus Mauerwerk 1987 durch Spundwandbecken ersetzt.                                                 | 31264243 | Weitere Bilder |

## Neuenwalde
| Lage                                              | Bezeichnung         | Beschreibung | ID       | Bild           |
| ------------------------------------------------- | ------------------- | --- | -------- | -------------- |
| Am Friedhof 53° 40′ 33″ N, 8° 40′ 44″ O           | Friedhof            | | 31273409 | BW             |
| Bederkesaer Straße 21 53° 40′ 35″ N, 8° 41′ 27″ O | Scheune             | Backsteinbau vom 17. Jh. als Scheune gebaut, 1888 Umbau zum Wohnhaus | 31273815 | Weitere Bilder |
| Bederkesaer Straße 23 53° 40′ 33″ N, 8° 41′ 29″ O | Stiftsgebäude       | Stiftsgebäude des Damenstifts als Nachfolge des Klosters Neuenwalde mit zweigeschossigen Backsteinbau von 1631 oder 1634 und zweigeschossiger Südflügel von 1719 in Fachwerk mit Krüppelwalmdach sowie späterer Schuppenanbau                                                                               | 31273432 | Weitere Bilder |
| Bederkesaer Straße 23 53° 40′ 32″ N, 8° 41′ 31″ O | Schuppen            | Südseitiger 1-gesch. Fachwerkbau mit Walmdach von wohl dem 18. Jh. | 39935098 | BW             |
| Bederkesaer Straße 25 53° 40′ 34″ N, 8° 41′ 30″ O | Heilig–Kreuz–Kirche | Einschiffiger Backsteinbau mit Chor, mit älterer Mauerreste nach 1629 gebaut, Glockenstuhl stammt in unteren Teilen aus der Erbauungszeit des Klosters, Gebälk 1739 erneuert, Chorerweiterung von 1910, Innen mit Balkendecke, Damenempore an Nordwand, Westempore und Ausstattungsgegenständen des 17. Jh. | 31273458 |                |
| Krempeler Straße 8 53° 40′ 44″ N, 8° 41′ 13″ O    | Villa               | Massivbau aus dem letzten Drittel des 19. Jh. | 31273525 | BW             |
| Mühlentrift 1 53° 40′ 39″ N, 8° 40′ 51″ O         | Villa               | 1-gesch. Massivbau von 1907 als Wohnhaus einer ehemaligen Hofanlage | 31273547 | BW             |
| Mühlentrift 1 53° 40′ 37″ N, 8° 40′ 52″ O         | Einfriedung         | Metallzaun als Einfriedung. | 31273572 | BW             |

## Ringstedt
| Lage                                      | Bezeichnung            | Beschreibung | ID       | Bild           |
| ----------------------------------------- | ---------------------- | --- | -------- | -------------- |
| Am Osterkamp 5 53° 33′ 33″ N, 8° 51′ 2″ O | Querdurchfahrtsscheune | 1-gesch. Fachwerkbau mit großer Querdurchfahrt vom 19. Jh. | 31349667 | BW             |
| Hainmühlen 53° 34′ 42″ N, 8° 52′ 38″ O    | Wassermühle            | 2-geschoss. Fachwerkhaus von 1829 auf Sockel aus Granitquadern | 31349688 |                |
| Sick 53° 33′ 35″ N, 8° 50′ 54″ O          | St. Fabian             | Saalkirche aus Feldstein mit eingezogenem rechteckigem Chor aus der zweiten Hälfte des 13. Jahrhunderts, der Chor wohl 1319 ergänzt, Fenster mit spätmittelalterlicher Farbfassung. Altarretabel, Kanzel und Taufbecken aus Mitte 17. Jh. | 31349730 | Weitere Bilder |
| Sick 53° 33′ 34″ N, 8° 50′ 55″ O          | St. Fabian (Kirchhof)  | Der die Kirche umgebende Kirchhof, bis 1842 als Friedhof genutzt; mit alten Grabsteinen. | 31349752 | BW             |
| Sick 53° 33′ 35″ N, 8° 50′ 56″ O          | Gefallenendenkmal      | Monument mit Durchgang zum Kirchhof, aufgerichtet aus vermauerten Findlingen als Denkmal für die Gefallenen des Ersten Weltkriegs um 1920.                                                                                                | 31349648 | BW             |

## Sievern
| Lage                                        | Bezeichnung               | Beschreibung | ID       | Bild |
| ------------------------------------------- | ------------------------- | --- | -------- | ---- |
| Lange Straße 11 53° 38′ 46″ N, 8° 36′ 11″ O | Wohn-/ Wirtschaftsgebäude | Backsteinbau, mit Reeteindeckung, Kerngerüst von nach 1692, 1850 erneuert, möglicherweise nach Brand 1857 massiviert, 1994 als Heimatmuseum John-Wagener-Haus benannt | 31273704 | BW   |
| Lange Straße 13 53° 38′ 46″ N, 8° 36′ 13″ O | Wohn-/ Wirtschaftsgebäude | Backsteinbau von ca. 1860 nach Dorfbrand, Wirtschaftsteil um 1900 überarbeitet                                                                                        | 31273726 | BW   |
| Schlipp 8 53° 38′ 49″ N, 8° 35′ 55″ O       | Wohn-/ Wirtschaftsgebäude | Backsteingebäude von 1857 nach Dorfbrand | 31273793 | BW   |